# Oblast Omsk (1822-1838)
De oblast Omsk (Russisch: Омская область, Omskaja oblast) was een oblast van het keizerrijk Rusland. Ze bestond van 1822 tot 1838. De oblast ontstond uit het gouvernement Tobolsk en het gouvernement Tomsk, en ging daar vervolgens ook weer in op. De hoofdstad ervan was Omsk.